# György Garics
György Garics (Szombathely, Vas, Hongria, 8 de març de 1984) és un futbolista d'origen hongarès, nacionalitzat austríac. Juga de defensa i el seu equip actual és el SV Darmstadt 98 de la 1.Bundesliga d'Alemanya.

## Trajectòria
Va debutar en la Bundesliga Austríaca amb el Rapid Viena, amb el qual va guanyar un campionat nacional. A més va competir en la Copa de la UEFA (2004/2005) i en la Lliga de Campions (2005/2006).
El 29 d'agost de 2006 va ser transferit al Napoli italià. Va marcar el seu primer gol en la Sèrie A l'11 de maig de 2008 (Napoli-Milan 3-1).
L'1 de juliol de 2008 va ser cedit a l'Atalanta, per després fitxar a l'agost de 2010 pel Bologna.

### Internacional
Garics ha estat capità de la Selecció Sub-21 austríaca. Va debutar en la selecció major el 2 d'octubre de 2006 enfront de Liechtenstein, marcant 1 gol. Va participar en l'Eurocopa 2008 de Àustria-Suïssa, amb bones actuacions.

### Participacions en Eurocopas
| Eurocopa      | Seu            | Resultat     |
| ------------- | -------------- | ------------ |
| Eurocopa 2008 | Àustria-Suïssa | Primera fase |

## Clubs
| Club           | País     | Any            |
| -------------- | -------- | -------------- |
| SK Rapid Viena | Àustria  | 2002 - 2006    |
| SSC Napoli     | Itàlia   | 2006 - 2008    |
| Atalanta BC    | Itàlia   | 2008 - 2010    |
| Bologna FC     | Itàlia   | 2010 - 2015    |
| SV Darmstadt   | Alemanya | 2015 - Present |

## Palmarès

### Campionats nacionals
| Títol      | Club           | País    | Any         |
| ---------- | -------------- | ------- | ----------- |
| Bundesliga | SK Rapid Viena | Àustria | 2004 - 2005 |